# Artemisia huguetii
Artemisia huguetii là một loài thực vật có hoa trong họ Cúc. Loài này được Caball. mô tả khoa học đầu tiên năm 1935.